# Rojewo (gmina)
Rojewo – gmina wiejska w Polsce położona w województwie kujawsko-pomorskim, w powiecie inowrocławskim. W latach 1975–1998 gmina administracyjnie należała do województwa bydgoskiego.
Siedzibą gminy jest Rojewo.
Według danych z 30 czerwca 2004 gminę zamieszkiwało 4591 osób.

## Struktura powierzchni
Według danych z roku 2002 gmina Rojewo ma obszar 120,21 km², w tym:
- użytki rolne: 76%
- użytki leśne: 17%

Gmina stanowi 9,81% powierzchni powiatu.

## Demografia

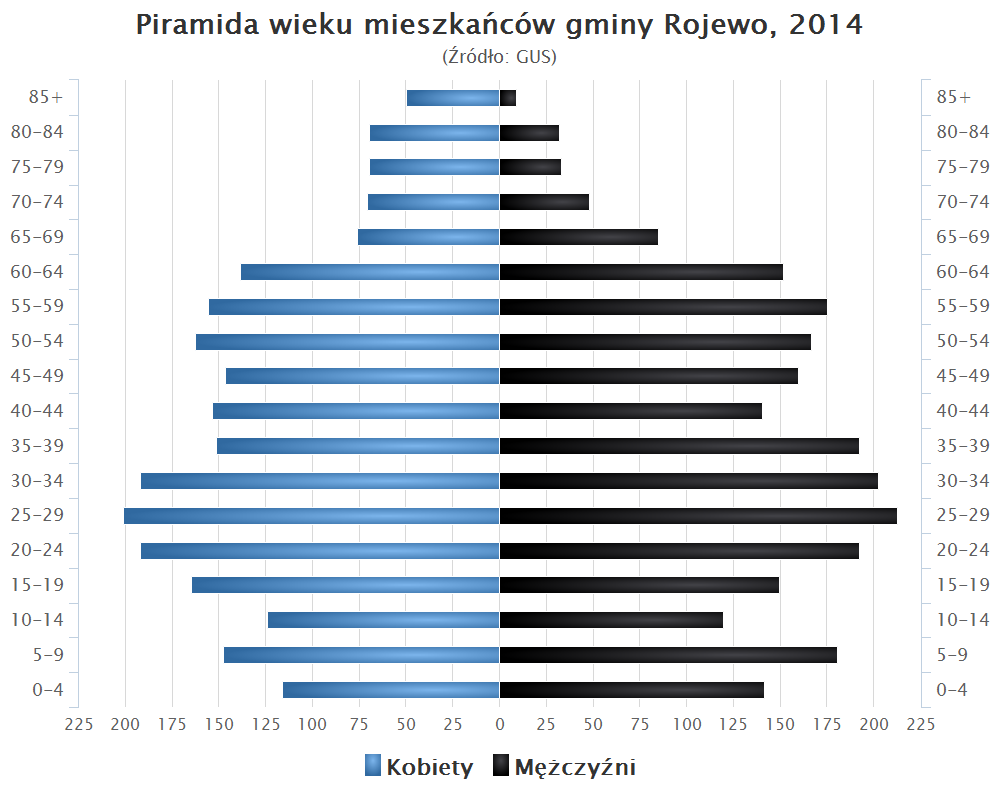
Piramida wieku mieszkańców gminy Rojewo w 2014 roku

Dane z 30 czerwca 2004:
| Opis                              | Ogółem | Ogółem | Kobiety | Kobiety | Mężczyźni | Mężczyźni |
| --------------------------------- | ------ | ------ | ------- | ------- | --------- | --------- |
| jednostka                         | osób   | %      | osób    | %       | osób      | %         |
| populacja                         | 4651   | 100    | 2310    | 50,3    | 2281      | 49,7      |
| gęstość zaludnienia (mieszk./km²) | 38,2   | 38,2   | 19,2    | 19,2    | 19        | 19        |

## Zabytki
Wykaz zarejestrowanych zabytków nieruchomych na terenie gminy.
- zespół dworski z XIX w. w Dobiesławicach, obejmujący: dwór; park; rządcówkę; owczarnię; oborę, nr 177/A z 15.06.1985 roku
- zespół kościelny parafii pod wezwaniem św. Anny w Liszkowie, obejmujący: drewniany kościół z XVIII w.; nieczynny cmentarz przykościelny z XVIII w.; cmentarz parafialny z XIX w., nr A/321 i 322 z 29.05.1992 roku
- zespół kościelny parafii pod wezwaniem Najświętszej Maryi Panny Wspomożycielki Wiernych w Rojewie, obejmujący: kościół ewangelicki, obecnie rzymskokatolicki z lat 1908–1910; pastorówkę, obecnie plebania z lat 1908–1910; budynek gospodarczy z 1910 roku, nr A/907/1-3 z 24.02.2006 roku.

## Sołectwa
Dąbie, Dobiesławice, Glinno Wielkie, Jaszczółtowo, Jurańcice, Liszkowice, Liszkowo, Mierogoniewice, Osiek Wielki, Płonkowo, Płonkówko, Rojewice, Rojewo, Ściborze, Topola, Wybranowo, Żelechlin.

## Pozostałe miejscowości
Bród Kamienny, Budziaki, Dąbrowa Mała, Glinki, Jarki, Jezuicka Struga, Leśnianki, Łukaszewo, Magdaleniec, Osieczek, Stara Wieś, Zawiszyn.

## Sąsiednie gminy
Gniewkowo, Inowrocław, Nowa Wieś Wielka, Solec Kujawski, Wielka Nieszawka, Złotniki Kujawskie